# Olga Marie Mikalsen
Olga Marie Mikalsen, född 9 januari 1915 i Langevåg, Sula kommun, död 23 januari 2006, var en norsk sångerska.
Hon debuterade år 1968 vid en ålder av 53 år men det var först under 1980-talet hon blev uppmärksammad av publiken.
Mikalsen uppträdde i Carnegie Hall i New York, Stockholms konserthus, Odd Fellow i Köpenhamn, Purcell Room i London och Finlandiahuset i Helsingfors. Hennes sångröst var mycket speciell och unik och hon kategoriserade sig själv som en lyrisk alt.
Den svenske pianisten Jan Eyron ackompanjerade henne vid en rad konserter under andra hälften av 1980-talet.
Hon hade en entusiastisk publik som följde henne. Hennes fanclub gav ut tidskriften Olgas gang. 
År 1994 sjöng hon födelsedagssången "Hurra for deg som fyller ditt år" i en reklamfilm för Solo i samband med denna läskedrycks 60-årsjubileum.
Det fanns de som menade att det var lyteskomik att jubla över hennes så kallade sång, men de flesta ansåg att det fanns en symbios i relationen mellan henne och hennes publik. Hon förverkligade en dröm om att stå på scenen och sjunga, och publiken fick en säregen upplevelse.
Hon bodde sina sista år i Alfaz del Pi på Costa Blancakusten i Spanien.

## Diskografi
- 1994 – They're Coming to Take me Away Ha-haa (EP) (med Brothers)
- 1994 – Olga synger solo (album) (med Jan Eyron)